# Fujiwara no Kamatari

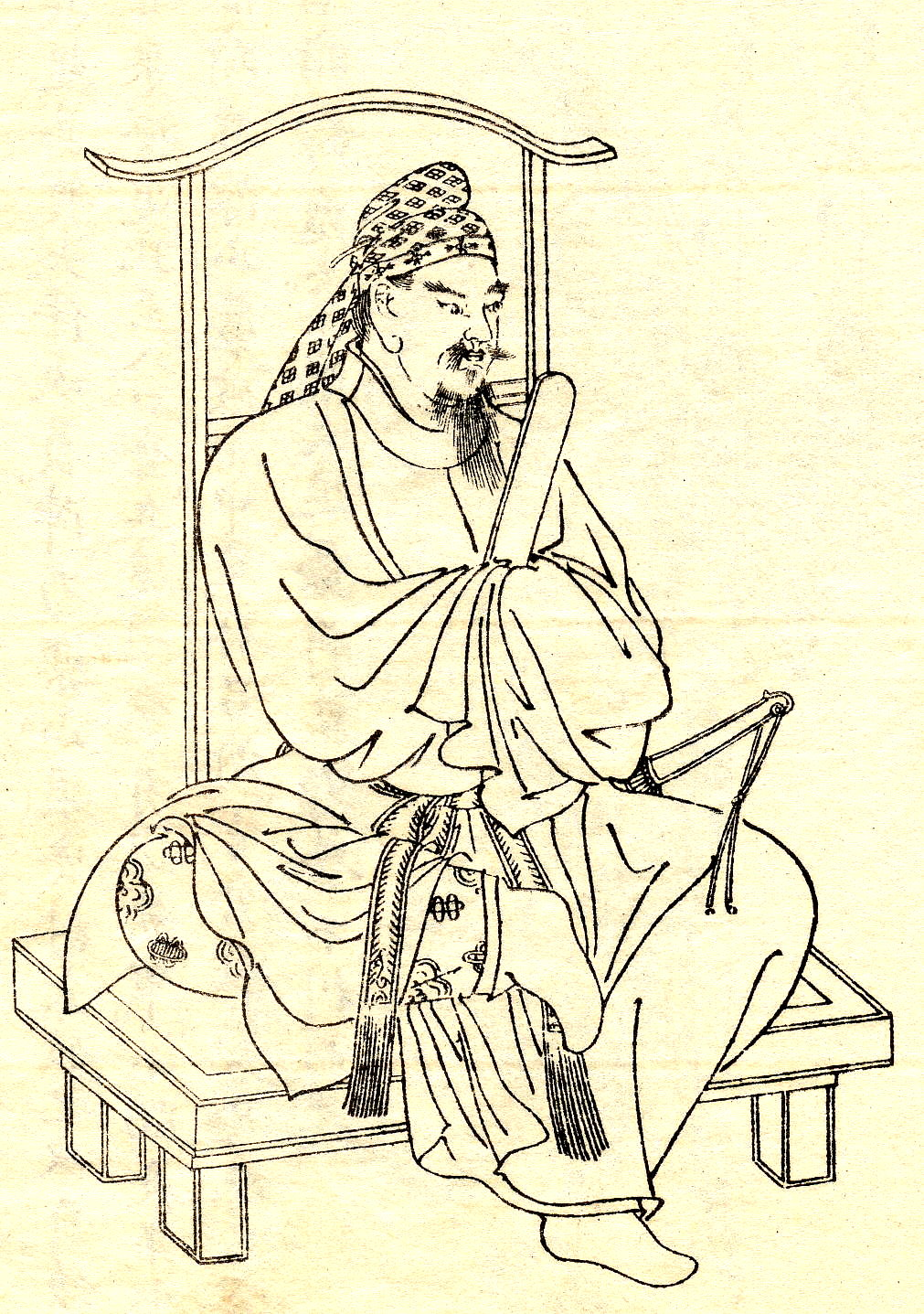
Fujiwara no Kamatari

Fujiwara no Kamatari (Japans: 藤原鎌足) (614 - 669) was de stichter van de Fujiwara-clan in Japan. Oorspronkelijk was hij lid van de Nakatomi-clan. Hij was een zoon van Nakatomi no Mikeko, en zijn geboortenaam was Nakatomi no Kamatari (中臣鎌足). Vlak voor zijn dood ontving hij de familienaam Fujiwara van keizer Tenji. 
Kamatari was een vriend en supporter van prins Naka no Oe, de latere keizer Tenji. Kamatari was hoofd van de Jingi no Haku, of de shintoritualisten; als zodanig was hij de belangrijkste tegenstander van groeiende macht van het boeddhisme aan het hof en in het gehele land. In 645 pleegde prins Naka no Oe en Kamatari een coup d'état aan het hof. Ze doodden Soga no Iruka die een sterke invloed had over keizerin Kogyoku; De vader van Iruka, Soga no Emishi, zou later zelfmoord plegen.  
Keizerin Kogyoku werd gedwongen af te treden ten gunste van haar jongere broer, keizer Kotoku; Kotoku benoemde Kamatari vervolgens tot naidaijin, een ministerpost. Hij zou vervolgens helpen bij het schrijven van de Taika, een serie van wijzigingen in het Japanse staatsbestel naar Chinees voorbeeld.
Kamatari zou tijdens zijn leven prins Naka no Oe blijven steunen, die in 661 keizer Tenji werd. Tenji gaf hem de eer van de hoogste hofrang Taishokan en een nieuwe clannaam Fujiwara. 
Zijn zoon was Fujiwara no Fuhito. Zijn neef Nakatomi no Omimaro werd hoofd van het heiligdom te Ise en zou de naam Nakatomi voortzetten.

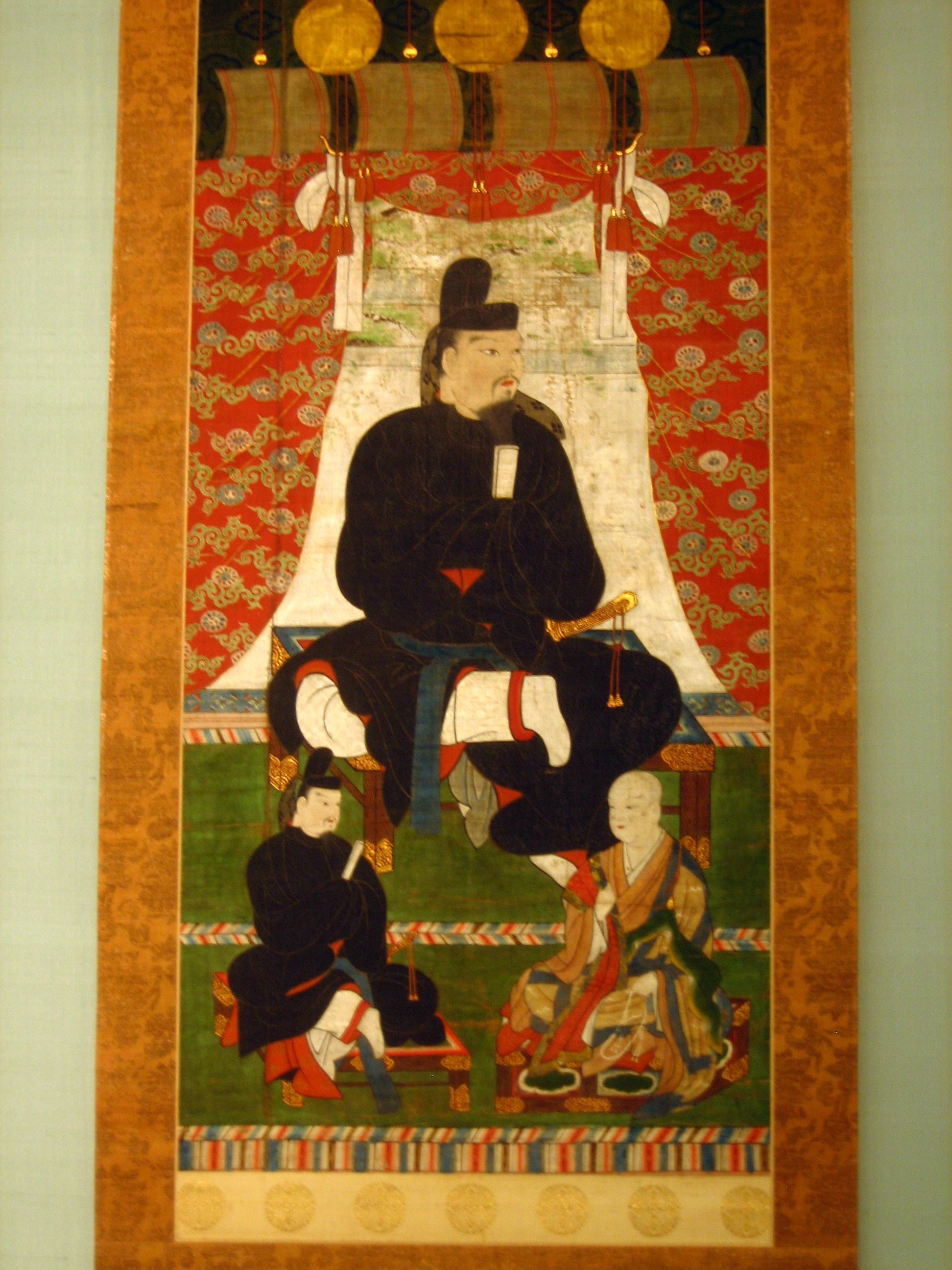
Fujiwara no Kamatari met zijn zonen Joe en Fujiwara no Fuhito, die hofkleding draagt.

Onder andere Fumimaro Konoe de 34e/38e/39e minister-president van Japan en de kleinzoon van Konoe Morihiro Hosokawa de 79e minister-president van Japan, stamden af van Kamatari.
In de 13e eeuw splitste de hoofdstam van de Fujiwara in vijf takken: Konoe, Takatsukasa, Kujo, Nijo en Ichijo. Deze vijf families leverden de regenten van de keizer, en waren aldus bekend als de vijf regentenhuizen. De Tachibana-clan claimen ook af te stammen van de Fujiwara. Keizer Montoku van de Taira-clan stamde via zijn moeder af van de Fujiwara. 
Tot het huwelijk van kroonprins Hirohito (postuum keizer Showa) met prinses Kuni Nagako (postuum keizerin Kojun) in januari 1924, was de belangrijkste vrouw van de keizer en kroonprins altijd een lid van de vijf regenten huizen. Keizerlijke prinsessen werden vaak uitgehuwelijkt aan Fujiwara heersers - gedurende minstens een millennium. De meest recente voorbeelden zijn de huwelijken van de derde dochter van keizer Showa, prinses Takanomiya, en de oudste dochter van prins Mikasa, prinses Yasuko, in respectievelijk de Takatsukasa- en Konoe-clan. 